# Richard van Hauteville
Richard van Hauteville (ca. 1045-1110) was een ridder van de Hauteville-dynastie, de veroveraars van Zuid-Italië in de loop van de 11e eeuw.
Richard werd geboren rond 1045 als zoon van Drogo van Hauteville, een Normandische avonturier en graaf, en Altrude van Salerno, een Lombardijse prinses. Hij was een neef van Robert Guiscard en Rogier I van Sicilië. Toen zijn vader stierf in 1051 was hij te jong om hem op te volgen, en werd zijn oom Humfried graaf in zijn plaats. Bij het overlijden van Humfried werden zijn neven Abelard en Herman over het hoofd gezien door hun oom Robert.Terwijl Aberlard in opstand kwam om aanspraak te maken op de graventitel, koos Richard de kant van zijn ooms Robert en Rogier. Richard was aanwezig bij de val van Bari in 1071 en heeft sterk gestreden tegen zijn neven tussen 1078 en 1080, toen Abelard stierf. Als dank voor zijn steun werd hij bevestig als graaf van Castellaneta, Bari en Mottola. 
In 1101 werd Richard benoemd als Seneschalk van Apulië en Calabrië door de zoon en opvolger van Guiscard, Rogier Borsa.